# روان‌شناسی سایبری
روان‌شناسی سایبری (به انگلیسی: Cyberpsychology) شاخه‌ای از علم روان‌شناسی است که در آن، تأثیر متقابل فناوری بر رفتار انسان‌ها مطالعه می‌شود. این شاخه از روان‌شناسی که به عنوان یک حوزه میان رشته‌ای شناخته می‌شود، نسبتاً نوظهور بوده و در حال گسترش است.
 روان‌شناسی اینترنتی، روان‌شناسی مجازی، روان‌شناسی وب یا روان‌شناسی دیجیتال، همگی نام‌های دیگری بر همین رشته هستند و سعی می‌کنند انواع تعاملات و رفتارهای انسانی متأثر از فناوری‌های دیجیتال، به ویژه اینترنت و فضای مجازی را از منظر روان‌شناختی بررسی کرده و توضیح دهند. این حوزه شامل انواع ارتباطات برخط، بازی‌های رایانه‌ای، تکیه بر هوش مصنوعی و ربات در صنایع و زندگی روزمره، فعالیت هکر‌ها و جنگ مجازی و همه فعالیت‌های انسانی در ارتباط با فضای سایبری می‌شود.

## پیش‌نما
موضوع روان‌شناسی سایبری، مطالعه ذهن و رفتار انسان و شناخت چگونگی تأثیر فناوری و فرهنگ مجازی بر فعالیت‌های انسانی است. تمرکز این مطالعات به خصوص روی واقعیت مجازی و رسانه‌های اجتماعی واقع شده و بخش عمده‌ای از آن مربوط به ارتباط افراد و گروه‌ها در فضای مجازی است.
برای نمونه به‌عنوان جالبترین موضوعات مورد پژوهش، می‌توان از اختلالات هویت مجازی، مانند معرفی خود با سن یا جنسیتی دیگر، اعتیاد به بازی‌های ویدئویی، اعتیاد به رایانه، اضطراب آنلاین و بروز دیگر رفتارهای غیرمتعارف در فضای مجازی، نام برد.
روان‌شناسی سایبری، ضمن تمرکز بر نقش اینترنت در زندگی انسان، به مطالعه تأثیرات، هوش مصنوعی، فناوری سایبورگ، واقعیت مجازی و دیگر انواع تجهیزات و شیوه‌های فنی که می‌توانند موجب پیامدهای روانی شوند نیز می‌پردازد.

روان‌شناسی رسانه‌ها یک تخصص در حال ظهور است و تعدادی از اعضای انجمن روان‌شناسی آمریکا، در بخش خاصی از این انجمن، مشغول مطالعه روی این موضوع هستند. حوزه روان‌شناسی سایبری در دیگر زمینه‌ها مانند امنیت سایبری نیز مورد توجه قرار گرفته است، چرا که از لحاظ موضوعات انسانی بسیار مورد توجه است.
تقریباً در آغاز این هزاره، مرز کاربرد فناوری رایانه، شامل اینترنت، تلفن همراه و کامپیوتر شخصی در ایالات متحده آمریکا از ۵۰ درصد گذشت. روندی با تمایلی مشابه، در بسیاری از نقاط دیگر جهان نیز مشهود است. به گزارش ایسنا، در سال ۱۴۰۱خ، تعداد مشترکان اینترنت در ایران به مرز ۸۶ درصد رسیده است. بنابراین انتظار می‌رود که در سال‌های آتی نقش روان‌شناسی سایبری، در درک رفتار انسان بیش از پیش اهمیت پیدا کند.

## مراجع اصلی
انجمن روان‌شناسی بریتانیا دارای یک بخش اختصاصی روان‌شناسی سایبری است که در سال ۲۰۱۸ تأسیس شد. همچنین انجمن روان‌شناسی آمریکا یک بخش اختصاصی برای روان‌شناسی و فناوری رسانه دارد. دانشگاه ماساریک در جمهوری چک برای اولین بار در سال ۲۰۰۷ مجله‌ای تحت عنوان: CyberPsychology: Journal of Psychosocial Research on Cyberspace را منتشر کرد که به تحقیقات فضای مجازی با تکیه بر علوم اجتماعی اختصاص دارد.

## پژوهش روان‌شناسی در فضای مجازی

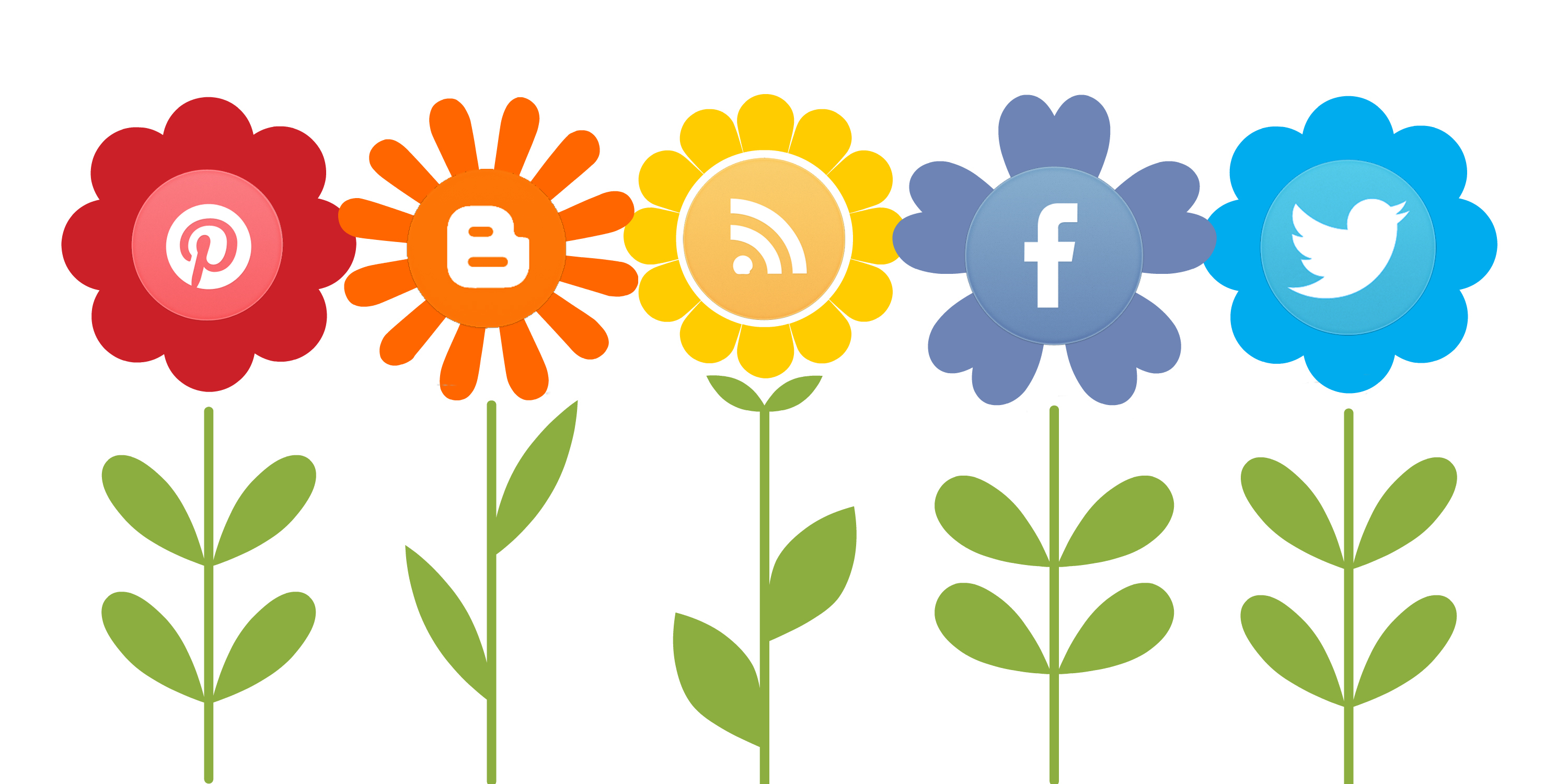
استفاده از رسانه‌های اجتماعی به سرعت در حال رشد است. تأثیر آن چیست؟ این همان چیزی است که روان‌شناسی سایبری به دنبال کشف آن است.

تقریباً همزمان با ایجاد رسانه‌های اجتماعی، فضای مجازی نیز یکی از مهم‌ترین عرصه‌های مطالعه و تحقیق روان‌شناسان در چگونگی رفتار انسان بوده است. مؤسسات گوناگون با اهداف نظامی، تجاری، علمی و غیره، به انواع روش‌ها و توسط ابزارهای گوناگون به جمع‌آوری اطلاعات و تجزیه و تحلیل یافته‌های اطلاعاتی در فضای مجازی مشغول شده‌اند. یکی از ابزارهای شناخته‌شده جمع‌آوری اطلاعات در فضای مجازی
کپسول‌های اطلاعات است. این ابزار دارای ظرفیت بالایی در گردآوری اطلاعات است و بنابر قصد و نیت صاحب امتیاز، ظرفیت بالایی در کارایی. از جمله کاربرد تبلیغی در امور تجاری دارد. بسیاری پیش از پذیرش شرایط و واگذاری امتیاز کوکی به مؤسسات خدماتی، زمانی را صرف سبک و سنگین کردن مزایا و مضرات این توافق می‌کنند، اما در عمل بخش عمده‌ای از نیت و مقاصد مؤسسه خدماتی آنلاین در عمق متون حجیم و پیچیده، مخفی می‌ماند. به علاوه مزایای واگذاری امتیاز کوکی، مانند خواندن یک متن یا دیدن یک فیلم، بلافاصله و خارج از حیطه توجه ماست، در حالی که هزینه‌های احتمالی واگذاری امتیاز، مانند دریافت پیام‌های تبلیغاتی، مبهم و مربوط به آینده‌ای ناشناخته است. در عمل، بسیاری از افراد واگذاری امتیازها و بهره‌مند شدن از مزایای توافق را ترجیح می‌دهند و این خود یکی از مهم‌ترین نتایج قابل گسترش شناخت روانشناسان از رفتار انسان، و قدرت تأثیر گذاری و پیش‌بینی تصمیم افراد است.

## شبکه‌های اجتماعی و اختلالات روانی
فیس بوک یکی از مهم‌ترین بسترهای شبکه اجتماعی در جهان است و به همین دلیل تأثیرات زیادی بر وضعیت روانی کاربران خود دارد. فیس بوک از یک الگوی ارتباطی «یک به چند» پیروی می‌کند که به کاربران امکان می‌دهد اطلاعاتی دربارهٔ زندگی خود از جمله فعالیت‌های اجتماعی و عکس‌هایشان را با دیگران به اشتراک بگذارند. اگرچه کاربران فیس بوک از احساس مرتبط بودن با یکدیگر لذت می‌برند، استفاده زیاد از فیس بوک سلامت روانی کاربران را تهدید می‌کند، زیرا افسردگی، کاهش اعتماد به نفس، تنهایی و انزوای اجتماعی، احتمالاً ناشی از استفاده زیاد از فیس بوک و سایر بسترهای شبکه اجتماعی است.

### مقایسه و کاهش عزت نفس
رسانه‌های اجتماعی زمانی می‌توانند فریبنده باشند که کاربر فقط تجربیات شادی‌بخش یا سرگرم‌کننده زندگی یک دوست را ببیند و آنها را با تجربیات کمتر خود مقایسه کند. عدم مشاهده تجربیات منفی همسالان، منجر می‌شود به رضایت کمتر از زندگی. مقایسه مداوم، به‌طور اجتناب ناپذیری عزت نفس و احساس ارزشمندی را کاهش می‌دهد. از این رو، به نظر می‌رسد فیس بوک و سایر رسانه‌های اجتماعی از یک ضعف در طبیعت انسان سوء استفاده می‌کنند.

### افسردگی
کاهش عزت نفس می‌تواند افسردگی را افزایش دهد. فیس بوک به دلیل ایجاد افسردگی به ویژه در میان کاربران نوجوان مورد سرزنش و انتقاد قرار گرفته است. مطالعه‌ای که توسط دانشگاه میشیگان انجام شد نشان داد که استفاده زیاد از فیس بوک باعث ایجاد احساس افسردگی و بی کفایتی می‌شود. در مطالعه‌ای که بر روی ۸۲ کاربر فیس‌بوک در یک دوره دو هفته‌ای انجام شد، نتایج نشان داد که هرچه یک فرد زمان بیشتری را در فیس‌بوک بگذراند، احساس خوشبختی و شادی کمتری دارد، در حالی که احساس افسردگی او افزایش می‌یابد.

### انزوای اجتماعی
استفاده بیش از حد از رسانه‌های اجتماعی احساس انزوای اجتماعی را افزایش می‌دهد، زیرا روابط مجازی جایگزین تعاملات اجتماعی واقعی می‌شود. علاوه بر این، یک مطالعه نشان داد که طرد شدن اجتماعی در یک محیط مجازی تأثیرات منفی زیادی بر عاطفه (احساسات) دارد، به همین ترتیب، انزوای اجتماعی بر احساسات انسان در زندگی واقعی تأثیر منفی می‌گذارد.

### ترس جا ماندن (FOMO)
«ترس جا ماندن» سندرمی است که در نتیجه اعتیاد به رسانه‌های اجتماعی پدیدار شده است. این سندرم زمانی رخ می‌دهد که کاربر وسواس داشته باشد و به‌طور مکرر وضعیت «دوستان» و پست‌های رویدادها یا فعالیت‌های اجتماعی جالب را بررسی کند و اگر این کار را انجام ندهد، احساس «عقب ماندن از دیگران» می‌کند. در مقابل، واکنش دیگری به این سندرم وجود دارد که به آن «ترس از دست دادن تو» می‌گویند، این سندروم شامل وسواس در مورد نیاز به بررسی مداوم وضعیت یک شخص، زندگی روزمره او، فعالیت‌ها و سفرهایش، حوادثی که او تجربه می‌کند و… می‌شود. این بدان معنی است که او نمی‌تواند «آفلاین» باشد.

### کم خوابی
تحقیقات نشان می‌دهد که شبکه‌های اجتماعی می‌توانند منجر به کم خوابی شوند. در پژوهشی که به سفارش هتل Travelodge انجام شد، نتایج نشان داد که بریتانیایی‌ها به اینترنت معتاد شده‌اند: به‌طور متوسط، بریتانیایی‌ها هر شب ۱۶ دقیقه در رختخواب با دوستان خود در شبکه‌های اجتماعی وقت می‌گذرانند و زمان اوج چت آن‌ها ۹:۴۵ شب است. زمان صرف شده در رسانه‌های اجتماعی بر میزان خواب بریتانیایی‌ها تأثیر می‌گذارد زیرا میانگین خواب افراد مورد مطالعه شش ساعت و ۲۱ دقیقه در شبانه روز بود (که یک ساعت و ۳۹ دقیقه کمتر از هشت ساعت خواب توصیه شده در شب است). نتایج دیگر این تحقیق نشان داد که ۶۵ درصد از افرادی که تحت این تحقیق قرار گرفتند بیان کردند که آخرین کاری که قبل از خواب انجام می‌دهند چک کردن تلفن همراهشان است. میانگین زمانی که بریتانیایی‌ها قبل از به خواب رفتن برای ارسال پیام کوتاه صرف می‌کنند، ۹ دقیقه است، و از هر ده بزرگسال، چهار نفر گزارش کردند که هر شب در رختخواب با دوستان خود ارتباط منظمی از طریق چت کردن دارند.

### اعتیاد به فضای مجازی
مطالعات اخیر، رابطه‌ای مستقیم بین استفاده از رسانه‌های اجتماعی مانند فیس بوک با رفتارهای اعتیاد آور، کنترل هیجانات و سوء مصرف مواد مخدر را نشان داده است. نتایج یک نظرسنجی که بر روی دانشجویان مقطع کارشناسی انجام شد، نشان داد که تقریباً ۱۰درصد از دانشجویان، معیارهای آنچه را که محققان به عنوان «اختلال استفاده از شبکه‌های اجتماعی» توصیف می‌کنند، را دارند. پاسخ دهندگانی که معیارهای «اعتیاد به فیس بوک» را داشتند همچنین علائم آماری قابل توجهی مشابه علائم اعتیاد را گزارش کردند، مانند: افزایش زمان صرف شده در فیس بوک، آشفتگی فرد در صورت عدم دسترسی به فیس بوک، و هوس برای دسترسی به فیس بوک.

### رسانه‌های اجتماعی و اختلال بیش فعالی کمبود توجه (ADHD)
مطالعات متعدد، رابطه‌هایی بین اختلال بیش فعالی کمبود توجه (ADHD) و موانعی که فناوری‌های تعاملی ممکن است ایجاد کنند را نشان داده‌اند. رسانه‌های اجتماعی به سرعت در تعامل با مغز هستند. میشل فرانک، روان‌شناس بالینی، متخصص در تشخیص و درمان «اختلال بیش فعالی کمبود توجه» می‌گوید «مغز وظیفه ایجاد انگیزه، سازمان‌دهی رفتارها، مدیریت زمان، و حفظ تمرکز در انسان را دارد. استفاده بی‌رویه از فناوری این وظایف را دشوار می‌کند. از نظر علمی ثابت شده است که ADHD باعث ایجاد تفاوت در مغز می‌شود. این چالش‌های منحصربه‌فرد منبع اصلی آسیب‌پذیری در برابر خطرات رایج استفاده از فناوری هستند.» فرانک توضیح داد که یک فرد مبتلا به ADHD تفاوت‌های ساختاری، عملکردی و شیمیایی در اعصاب مغزش با اعصاب مغز عادی دارد و این تفاوت‌ها عبارتند از:
- داشتن دوپامین و نوراپی نفرین کمتر که از اجزای مهم توجه، پاداش و انگیزه هستند.
- بی‌حوصلگی و انگیزه کم.
- مشکل در تفکر بلندمدت، مهار انگیزه‌ها و اولویت‌بندی فعالیت‌ها.
- کاهش توانایی فعال کردن و تنظیم رفتار از جمله احساسات.

این تفاوت‌ها همچنین توضیح می‌دهد که چرا افراد مبتلا به ADHD بیشتر درگیر رفتارهای مخاطره آمیز یا غیر مفید آنلاین هستند و در کنترل فعالیت‌های بدون فکر کردن به عواقب آینده مشکل دارند. مغز ADHD مایل به جستجوی محرک‌های بیشتری نسبت به مغزهای عادی است و فناوری منبع غنی تعامل است؛ بنابراین، تحقیقات زیادی نشان داده است که اعتیاد به اینترنت و استفاده ناسالم از شبکه‌های اجتماعی در بین افراد مبتلا به اختلال نقص توجه/بیش فعالی شایع‌تر است.
یکی دیگر از قسمت‌های پازل شبکه‌های اجتماعی مربوط به مدیریت زمان است. افراد مبتلا به ADHD با آگاهی از زمان، اهمال کاری و انجام وظایف مشکل دارند. فرانک توضیح داد که افراد مبتلا به این اختلال معمولاً در تشخیص زمان و فکر کردن به آینده مشکل دارند و زمان حال بخش غالب منطقه زمانی آنهاست؛ بنابراین مدیریت زمان برای آنها یک چالش است. ما می‌دانیم که چگونه اینترنت، بازی‌های ویدئویی و سایر رسانه‌های دیجیتال می‌توانند زمان را جذب کنند.
پیشرفت‌های فناوری مستقیماً بر افرادی تأثیر می‌گذارد که نمی‌توانند چندوظیفه را انجام دهند یا با نیازهای فناوری مدرن کار کنند که باعث علائم ADHD یا ADD می‌شود.

### ویدئوهای کوتاه و اختلالات روانی
چندین مطالعه نشان داده است که دانشجویان جوان دارای اختلالات روانی، ممکن است در استفاده از پلتفرم‌های ویدیویی کوتاه مانند TikTok تجربه‌های منفی و ناخوشایند داشته باشند. به عنوان مثال، یک مطالعه چینی بر اساس یک نمونه دانشگاهی، تمایلات و احساسات منفی نمونه‌ها را در مواجهه با برخی محتواهای حساس نشان داد.

## همبستگی‌های مثبت استفاده از رسانه‌های اجتماعی
تحقیقات انجام شده توسط محققان استرالیایی نشان داد که تعدادی از نتایج مثبت استفاده از فیس بوک وجود دارد، و محققان دریافتند که افراد می‌توانند در محیط آنلاین احساس ارتباط اجتماعی و تعلق داشته باشند. نکته مهم این است که احساس ارتباط اجتماعی آنلاین در این بسترها با ایجاد سطوح کمتری از افسردگی و اضطراب و ایجاد سطوح بیشتری از شادی ذهنی همراه است. این یافته‌ها نشان می‌دهند که ماهیت شبکه‌های اجتماعی نتایج استفاده از آن را تعیین می‌کند.
همچنین می‌توان از ارسال پیام برای ابراز اعتماد، محبت و تعهد استفاده کرد و در نتیجه روابط شخصی را تقویت کرد.

## رسانه‌های اجتماعی و میم‌ها
کاربران اینترنت گاهی از طریق تصاویر و متن‌های به ظاهر مضحک با یکدیگر ارتباط برقرار می‌کنند که به میم‌های اینترنتی معروف هستند. ایجاد و استفاده از میم‌های اینترنتی می‌تواند به افراد کمک کند تا به بهترین شکل با سایر افراد آنلاین تعامل داشته باشند و تجربه‌ای مشترک ایجاد کنند. میم‌های اینترنتی می‌توانند به عنوان منابعی مهم از فرهنگ عامه باشند و علاوه بر آن می‌توانند نگاهی اجمالی به فرهنگ و زبانی خاص را برای ما تداعی کنند.

## در رسانه
- سریال کمدی «وب درمانی» که در آن لیزا کودرو، نقش فیونا والیس را بازی می‌کند که جلسات درمانی خود را با استفاده از آی‌چت برگزار می‌کند و بسیاری از مسائل اخلاقی و عملی را که از چشم‌انداز روان‌درمانی مطرح است را نادیده می‌گیرد.[۳۷]
- پاتریشیا آرکت در سریال «CSI: Crime Scene Investigation» به عنوان مأمور ویژه FBI به عنوان یک روان‌شناس سایبری، ظاهر می‌شود.[۳۸]
- دکتر تمپرانس برنان، انسان‌شناس پزشکی قانونی و مأمور ویژه سیلی بوث در سریال تلویزیونی موفق شبکه فاکس، «استخوان‌ها»، با جمع‌آوری اطلاعات از حساب‌های رسانه‌های اجتماعی مظنونان برای تجزیه و تحلیل شخصیت، ارتباطات و انگیزه‌های احتمالی برای کمک به دستگیری مجرم، از روان‌شناسی سایبری استفاده می‌کند.[۳۹]